# Henry Montagu Douglas Scott, I barone Montagu di Beaulieu
Henry John Montagu Douglas Scott, I barone Montagu di Beaulieu (5 novembre 1832 – 4 novembre 1905) è stato un politico scozzese.

## Biografia
Era il secondogenito di Walter Montagu Douglas Scott, V duca di Buccleuch, e di sua moglie, Charlotte Anne Thynne, figlia di Thomas Thynne, II marchese di Bath. Frequentò l'Eton College.

## Carriera politica
Sedette come conservatore per Selkirkshire (1861-1868) e per South Hampshire (1868-1884). È stato un ufficiale Verderer della New Forest (1890-1892), e il colonnello onorario del 4° Hampshire Rifle Volunteers dal 1885. Nel 1885 è stato elevato al pari come Barone Montagu di Beaulieu, nella Contea di Southampton.

## Matrimonio
Sposò, il 4 agosto 1865, Cecily Susan Stuart-Wortley-Mackenzie (1835-2 maggio 1915), figlia di John Stuart-Wortley-Mackenzie, II barone Wharncliffe. Ebbero quattro figli:
- John Montagu Douglas Scott, II barone Montagu di Beaulieu (10 giugno 1866-30 marzo 1929);
- Robert Henry Montagu Douglas Scott (30 luglio 1867-1 febbraio 1916), sposò Alice Fisher, non ebbero figli;
- Rachel Cecily Montagu Douglas Scott (1870-12 aprile 1962), sposò Henry Forster, I barone Forster, ebbero quattro figli;
- James Francis Montagu Douglas Scott (6 febbraio 1873-2 marzo 1874).

## Morte
Morì il 4 novembre 1905.

## Ascendenza
|                                                           |                                   |                                          | Genitori                              |  |  | Nonni |  |  | Bisnonni                           |  |  | Trisnonni                        |  |
|                                                           |                                   |                                          |                                       |  |  |       |  |  | Henry Scott, III duca di Buccleuch |  |  | Francis Scott, conte di Dalkeith |  |
|                                                           |                                   |                                          |                                       |  |  |       |  |  | Henry Scott, III duca di Buccleuch |  |  | Francis Scott, conte di Dalkeith |  |
|                                                           |                                   | Caroline Campbell, I baronessa Greenwich |                                       |  |  |       |  |  | Henry Scott, III duca di Buccleuch |  |  |                                  |  |
| Charles Montagu-Scott, IV duca di Buccleuch               |                                   |                                          |                                       |  |  |       |  |  | Henry Scott, III duca di Buccleuch |  |  |                                  |  |
|                                                           |                                   | lady Elizabeth Montagu                   | George Montagu, I duca di Montagu     |  |  |       |  |  |                                    |  |  |                                  |  |
|                                                           |                                   | lady Elizabeth Montagu                   | George Montagu, I duca di Montagu     |  |  |       |  |  |                                    |  |  |                                  |  |
|                                                           |                                   | lady Elizabeth Montagu                   | lady Mary Montagu                     |  |  |       |  |  |                                    |  |  |                                  |  |
| Walter Montagu Douglas Scott, V duca di Buccleuch         |                                   | lady Elizabeth Montagu                   |                                       |  |  |       |  |  |                                    |  |  |                                  |  |
|                                                           |                                   | Thomas Townshend, I visconte Sydney      | Thomas Townshend                      |  |  |       |  |  |                                    |  |  |                                  |  |
|                                                           |                                   | Thomas Townshend, I visconte Sydney      | Thomas Townshend                      |  |  |       |  |  |                                    |  |  |                                  |  |
|                                                           |                                   | Thomas Townshend, I visconte Sydney      | Albinia Selwyn                        |  |  |       |  |  |                                    |  |  |                                  |  |
| Harriet Katherine Townshend                               |                                   | Thomas Townshend, I visconte Sydney      |                                       |  |  |       |  |  |                                    |  |  |                                  |  |
|                                                           |                                   | Elizabeth Powys                          | Richard Powys                         |  |  |       |  |  |                                    |  |  |                                  |  |
|                                                           |                                   | Elizabeth Powys                          | Richard Powys                         |  |  |       |  |  |                                    |  |  |                                  |  |
|                                                           |                                   | Elizabeth Powys                          | lady Mary Brudenell                   |  |  |       |  |  |                                    |  |  |                                  |  |
| Henry Montagu Douglas Scott, I barone Montagu di Beaulieu |                                   | Elizabeth Powys                          |                                       |  |  |       |  |  |                                    |  |  |                                  |  |
|                                                           | Thomas Thynne, I marchese di Bath | Thomas Thynne, II visconte Weymouth      |                                       |  |  |       |  |  |                                    |  |  |                                  |  |
|                                                           | Thomas Thynne, I marchese di Bath | Thomas Thynne, II visconte Weymouth      |                                       |  |  |       |  |  |                                    |  |  |                                  |  |
|                                                           | Thomas Thynne, I marchese di Bath | lady Louisa Carteret                     |                                       |  |  |       |  |  |                                    |  |  |                                  |  |
| Thomas Thynne, II marchese di Bath                        | Thomas Thynne, I marchese di Bath |                                          |                                       |  |  |       |  |  |                                    |  |  |                                  |  |
|                                                           |                                   | lady Elizabeth Bentinck                  | William Bentinck, II duca di Portland |  |  |       |  |  |                                    |  |  |                                  |  |
|                                                           |                                   | lady Elizabeth Bentinck                  | William Bentinck, II duca di Portland |  |  |       |  |  |                                    |  |  |                                  |  |
|                                                           |                                   | lady Elizabeth Bentinck                  | Margaret Lucas                        |  |  |       |  |  |                                    |  |  |                                  |  |
| lady Charlotte Anne Thynne                                |                                   | lady Elizabeth Bentinck                  |                                       |  |  |       |  |  |                                    |  |  |                                  |  |
|                                                           |                                   | George Byng, IV visconte Torrington      | George Byng, III visconte Torrington  |  |  |       |  |  |                                    |  |  |                                  |  |
|                                                           |                                   | George Byng, IV visconte Torrington      | George Byng, III visconte Torrington  |  |  |       |  |  |                                    |  |  |                                  |  |
|                                                           |                                   | George Byng, IV visconte Torrington      | Elizabeth Daniel                      |  |  |       |  |  |                                    |  |  |                                  |  |
| Isabella Elizabeth Byng                                   |                                   | George Byng, IV visconte Torrington      |                                       |  |  |       |  |  |                                    |  |  |                                  |  |
|                                                           |                                   | lady Lucy Boyle                          | John Boyle, V conte di Cork           |  |  |       |  |  |                                    |  |  |                                  |  |
|                                                           |                                   | lady Lucy Boyle                          | John Boyle, V conte di Cork           |  |  |       |  |  |                                    |  |  |                                  |  |
|                                                           |                                   | lady Lucy Boyle                          | Margaret Hamilton                     |  |  |       |  |  |                                    |  |  |                                  |  |
|                                                           |                                   | lady Lucy Boyle                          |                                       |  |  |       |  |  |                                    |  |  |                                  |  |